# Pisang Berebus
Pisang Berebus is een bestuurslaag in het regentschap Kuantan Singingi van de provincie Riau, Indonesië. Pisang Berebus telt 836 inwoners (volkstelling 2010).